# Friedrich Ohmann
Friedrich Ohmann (Lemberg, 1858. december 21. – Bécs, 1927. április 6.) osztrák építész, a neobarokk kiváló mestere.

## Életpályája
Egy ideig a szecesszió hívei közé tartozott, igazi erőssége azonban a barokk, amelynek formáit szinte virtuóz módon kezeli. Több középületet, lakó- és bérházat épített Prágában és Bécsben. Az ő tervei szerint épült a reichenbergi múzeum, a késői gótika és a német reneszánsz szerencsésen összeegyeztetett formáiban; főművén, a magdeburgi múzeumon, a német reneszánsz formanyelvét használja fel szabadon és nagy művészi készséggel.
Friedrich Ohmann több kötetet adott ki a 17-18. század építészetéről, illetve tanári és tervezői munkája során is népszerűsítette a barokk formavilágát. 

Ohmann építésziskolát vezetett  a Bécsi Képzőművészeti Akadémián; tanítványai közé tartozott a magyar Wälder Gyula is.

## Képgaléria

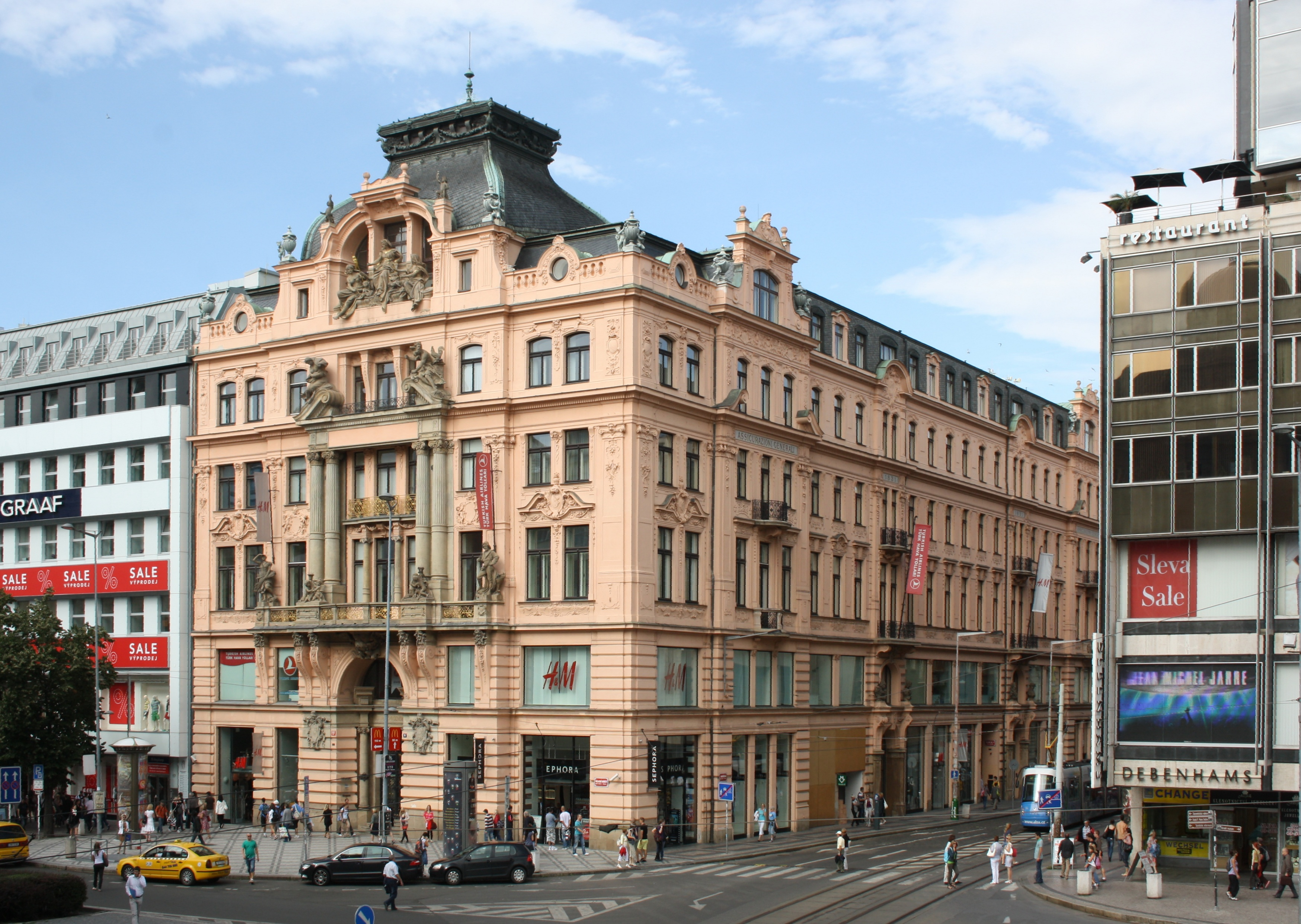
Az Assicurazioni Generali épülete Prágában (1895)
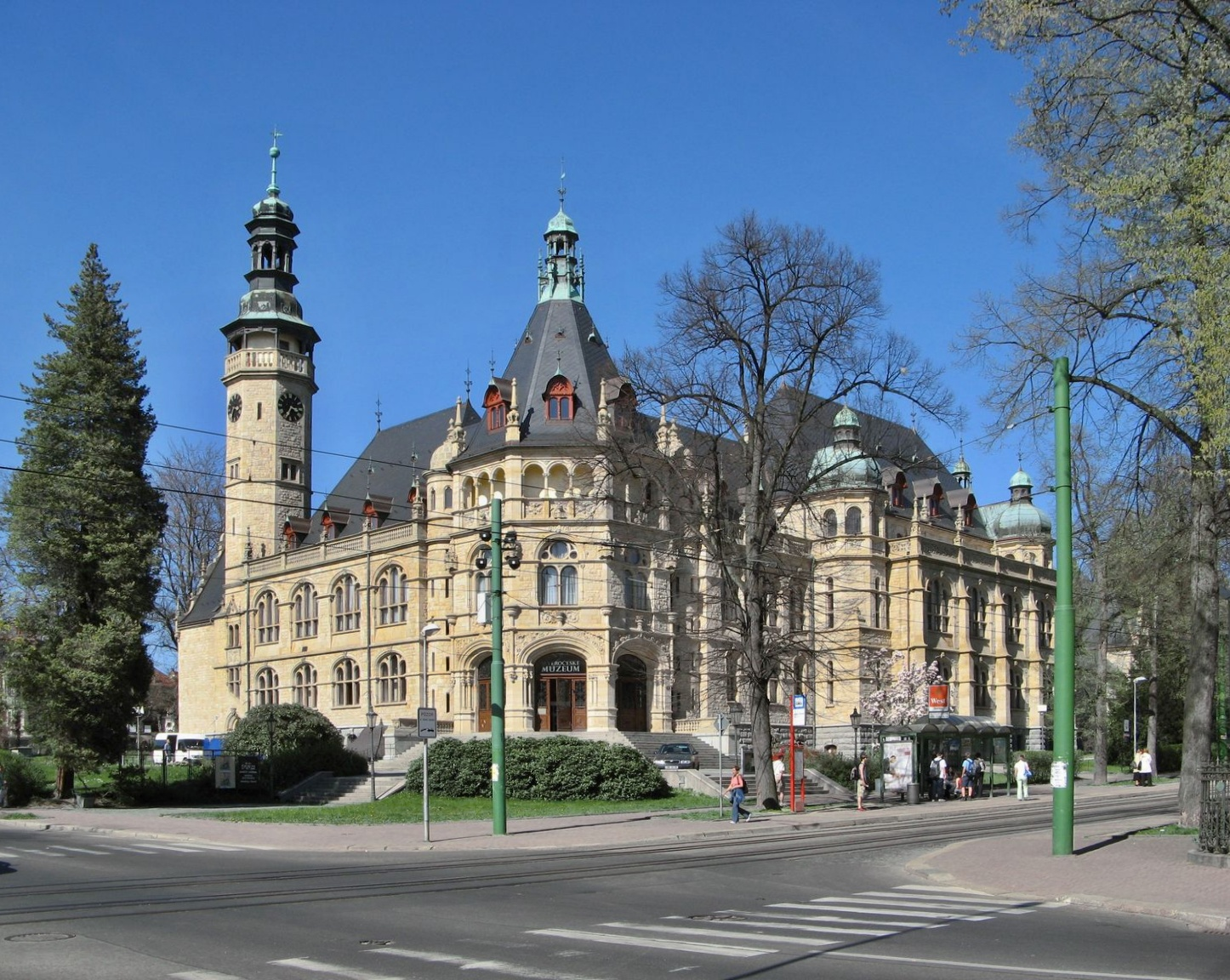
Az iparművészeti múzeum Liberecben (1897–1898)
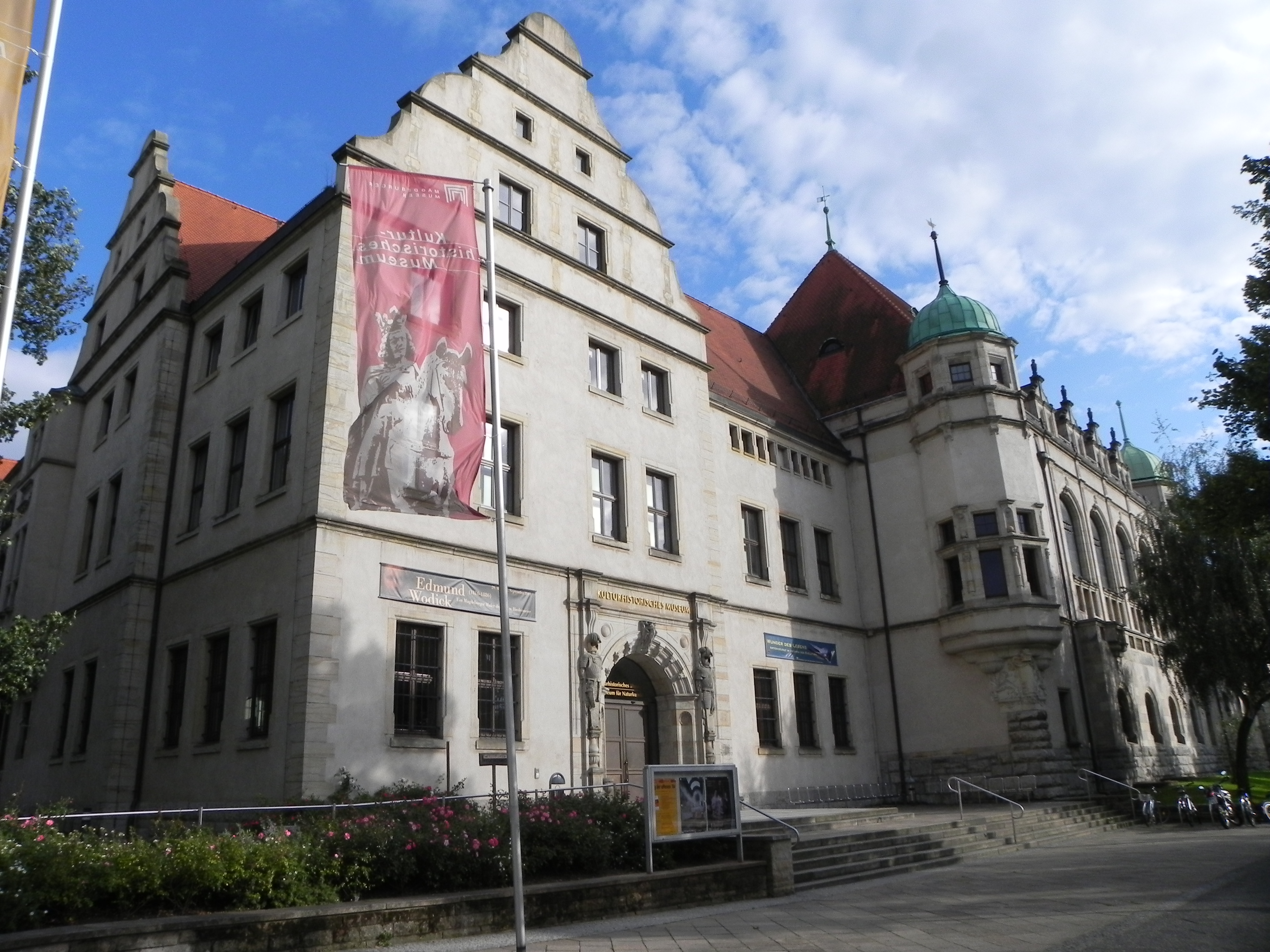
A művészeti és iparművészeti múzeum Magdeburgban (1898–1901)
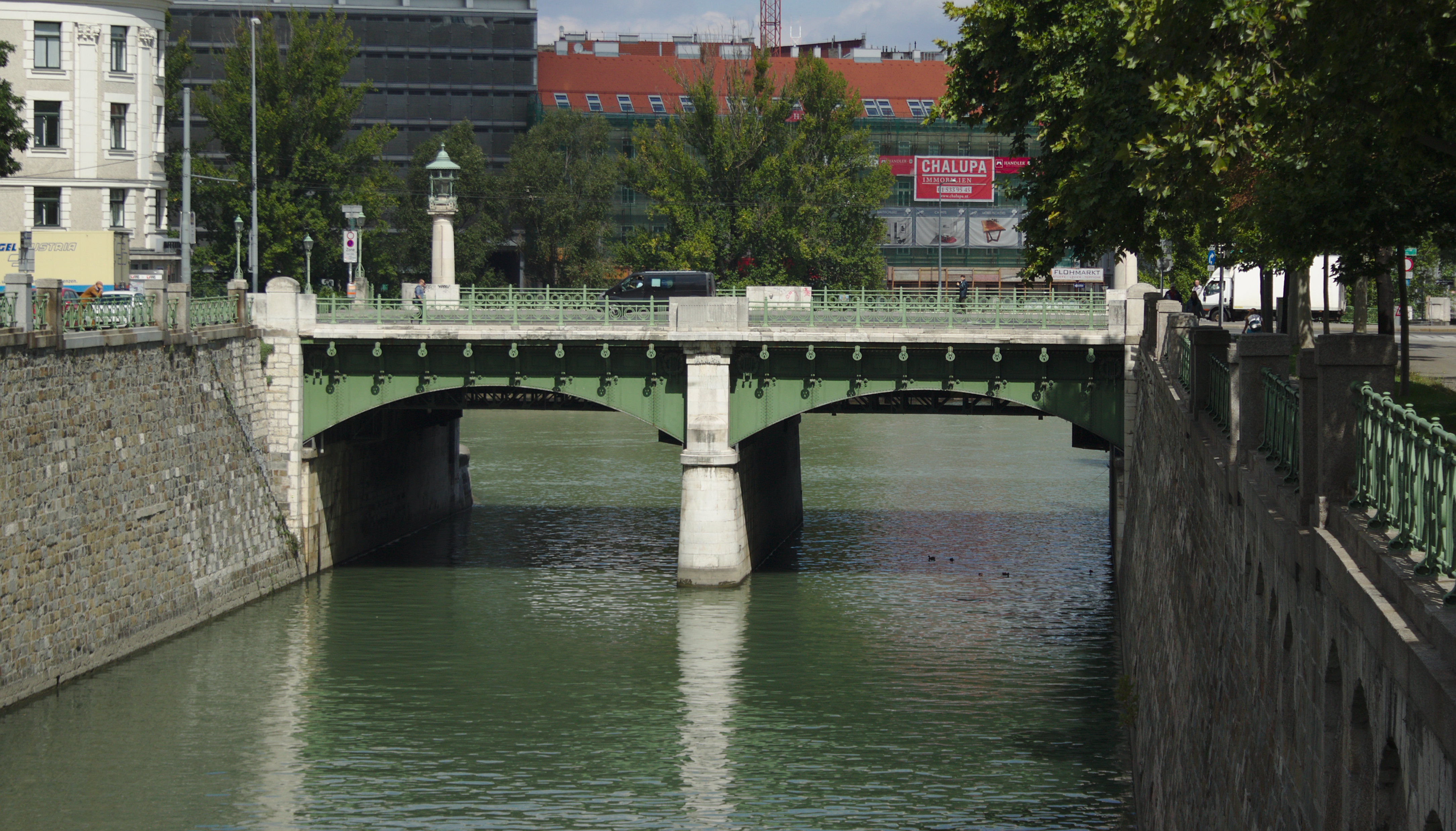
A Radetzky-híd a Wien folyó föllött
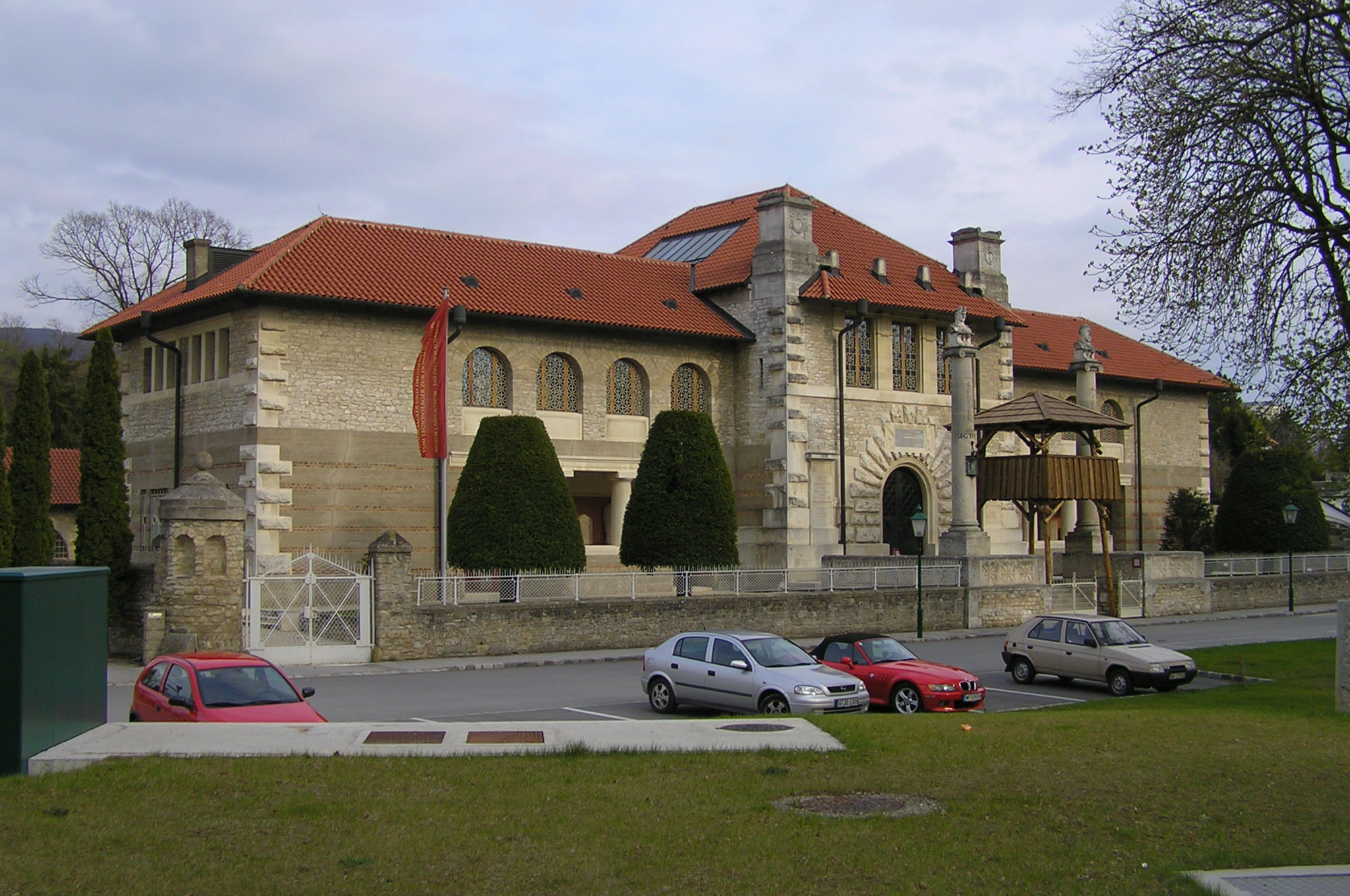
Carnuntinum Régészeti Múzeum Németóvárban (1900–1901)
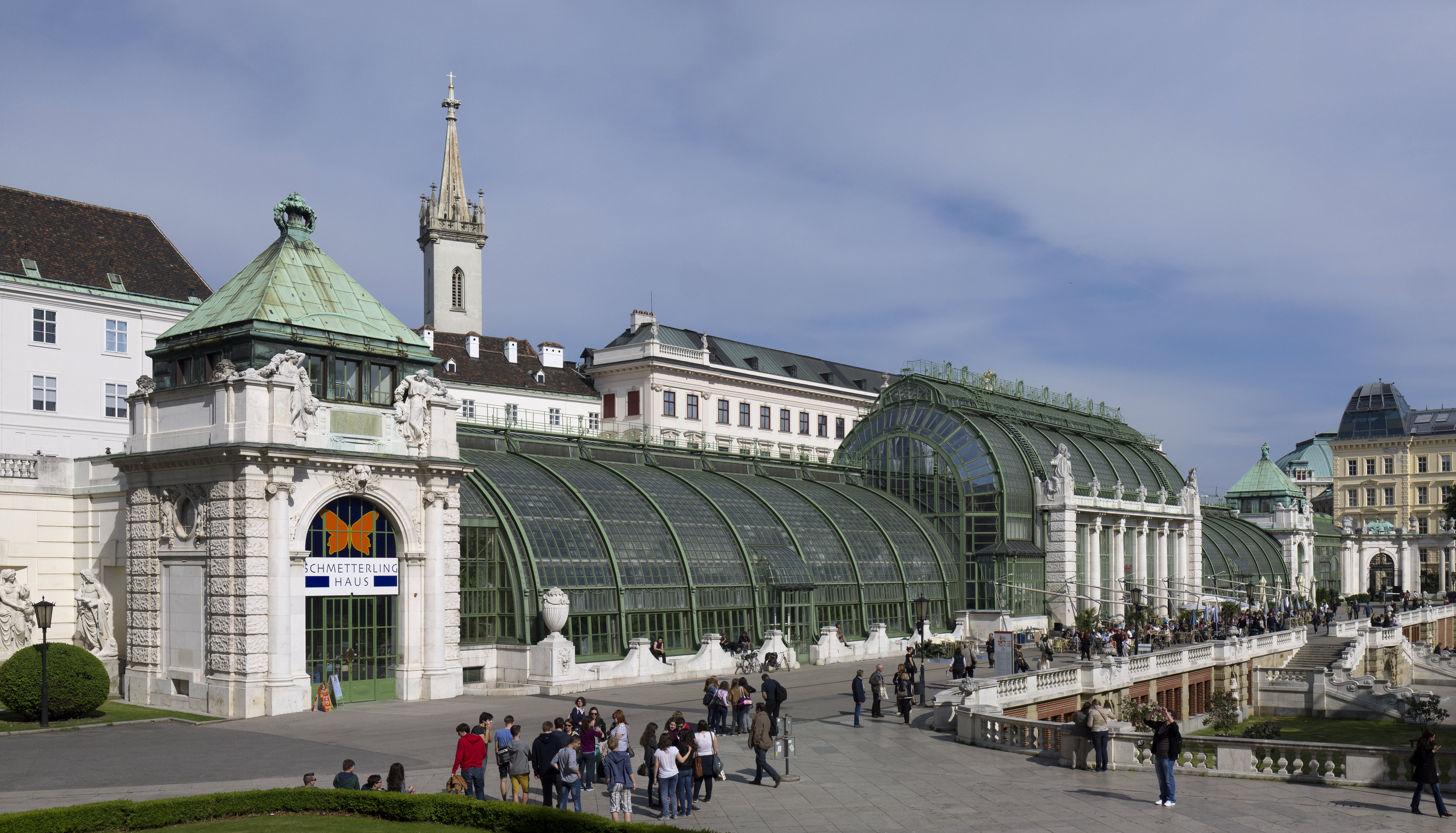
A Pálma ház Bécs 1. kerületében (1902–1906)
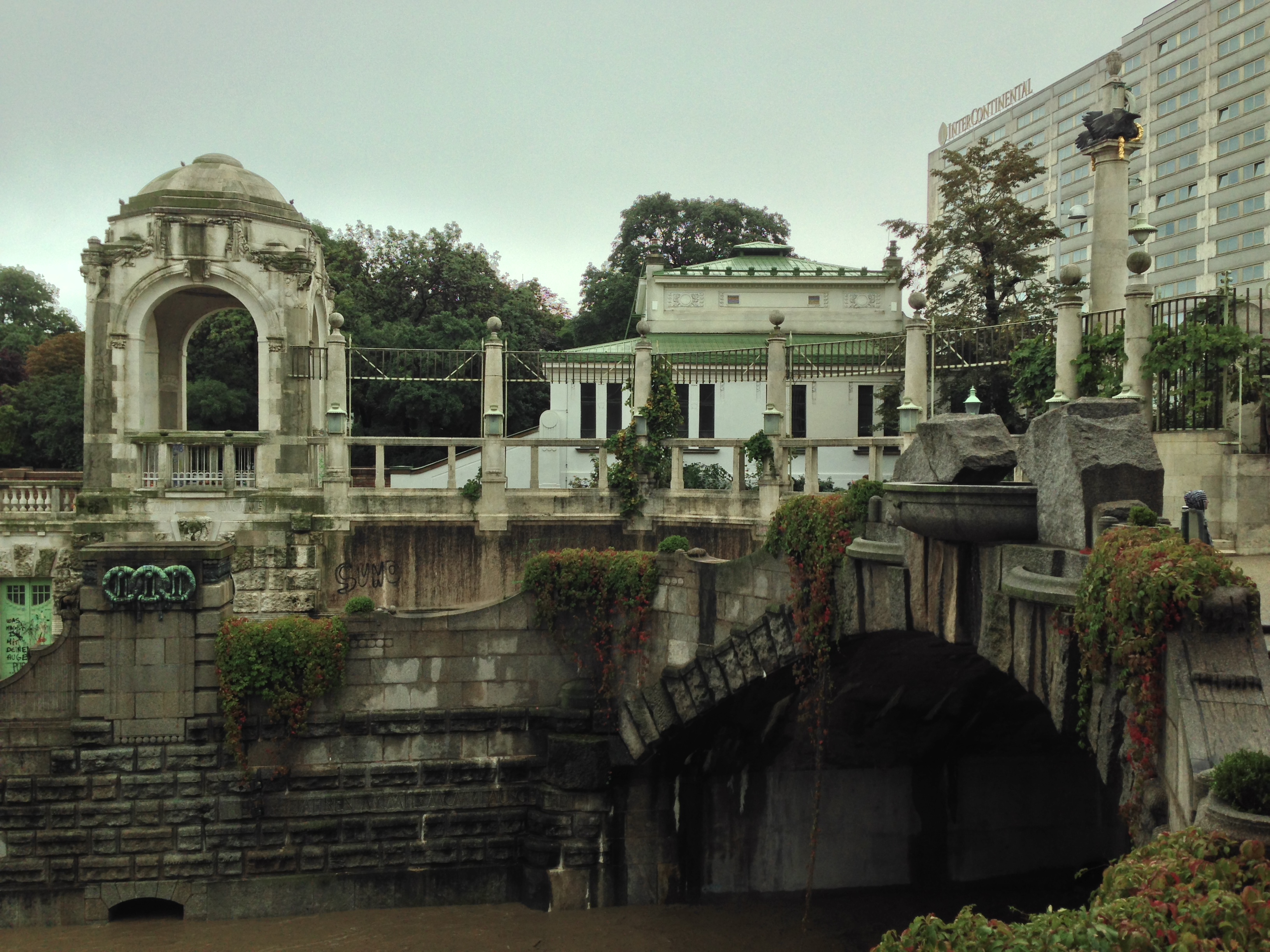
Wienflussportal Bécs 3. kerületében (1902–1903)
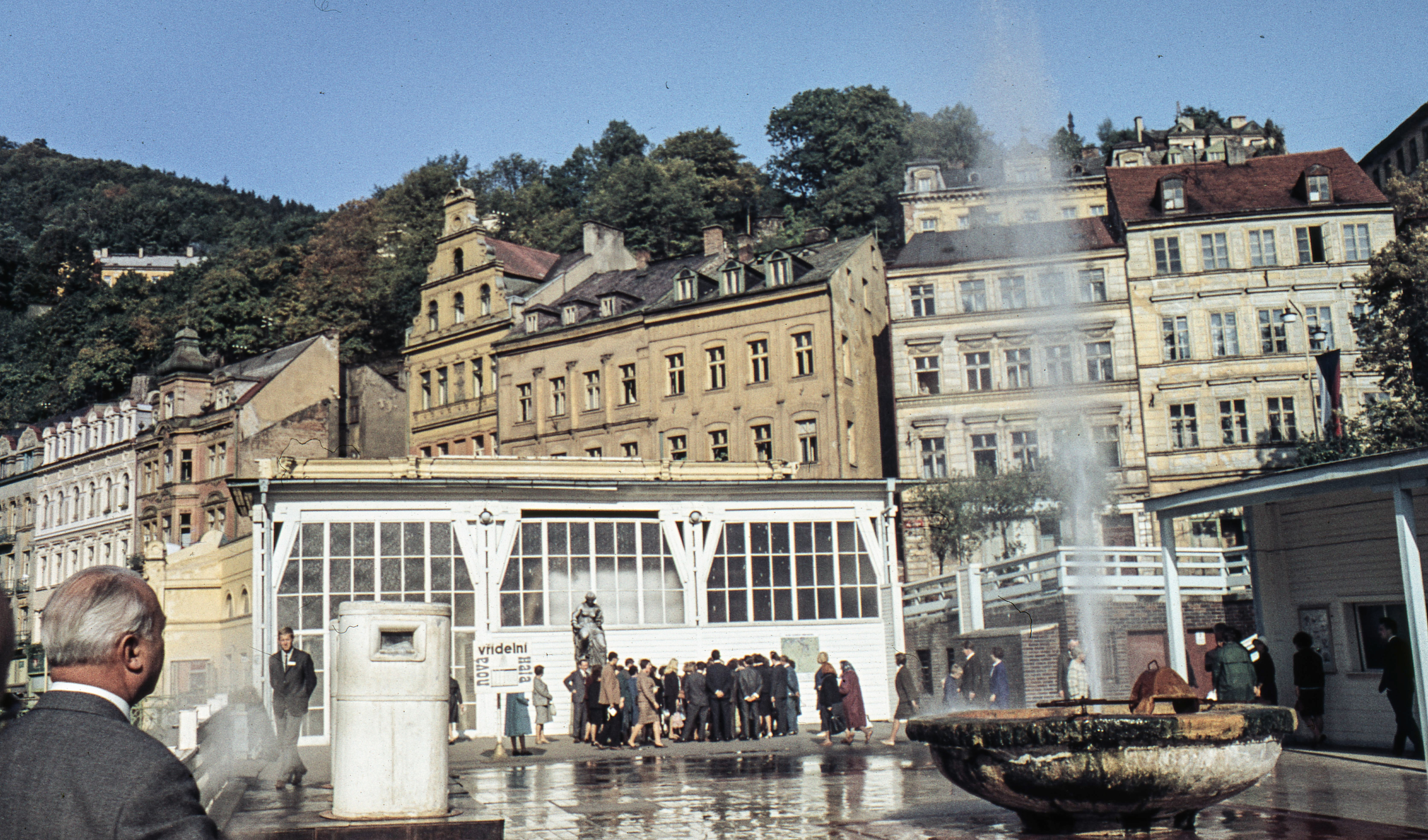
A híres kolonnád Karlovy Vary-ban, építette Ohman 1911 és 1913 között
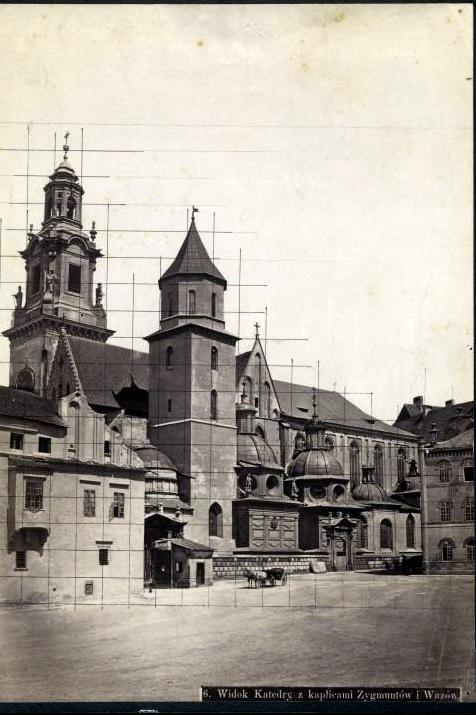
A krakkói katedrális a Wawelban
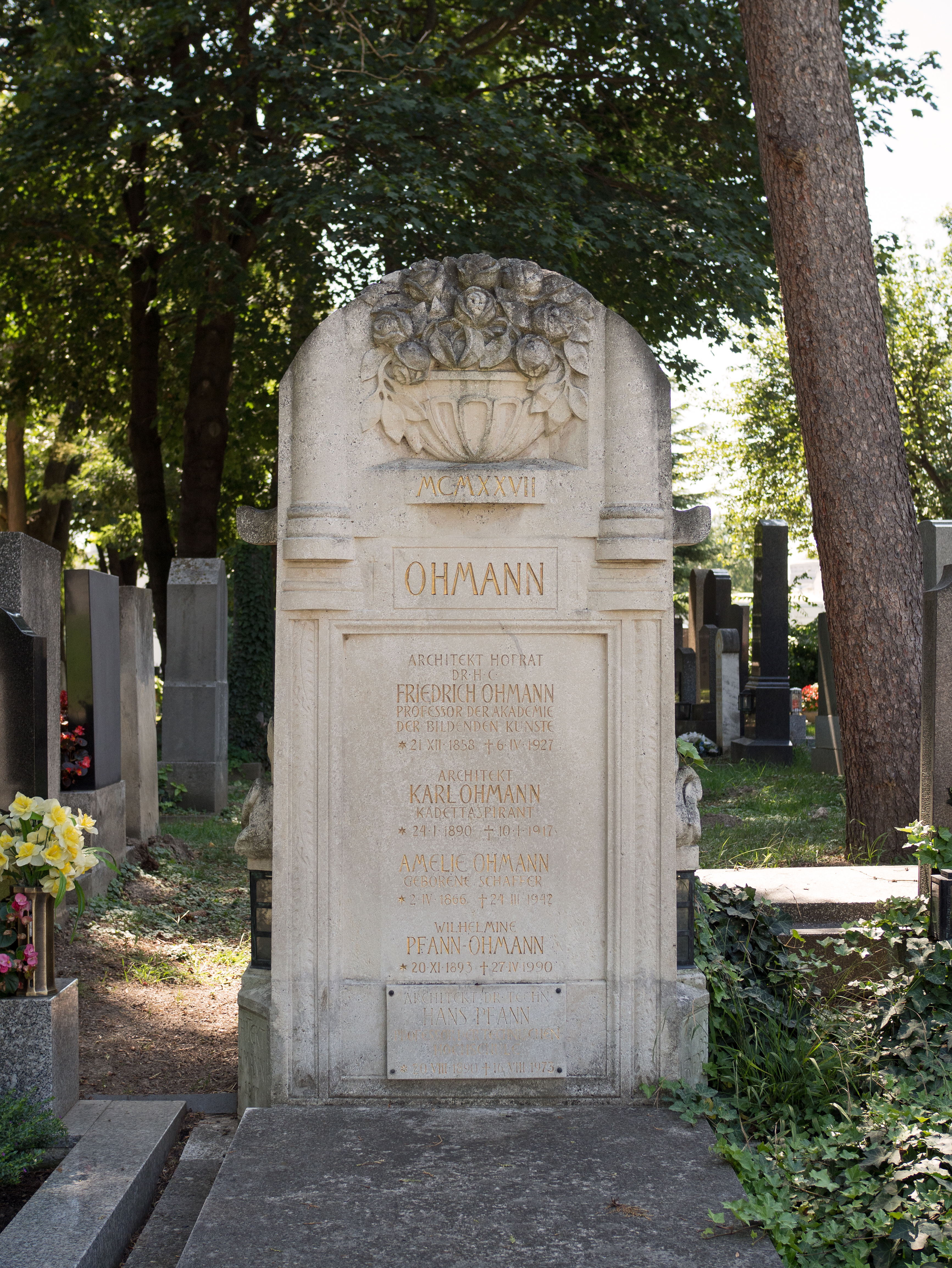
Az Ohmann-család sírboltja A Bécsi Központi Temetőben, 2018-ban

## Forrás
Művészeti Lexikon 2. L-Z (Budapest, 1935) 212. old. 